# علی علی‌لو
علی علی‌لو نمایندهٔ دورهٔ نهم مجلس شورای اسلامی و عضو کمیسیون صنایع و معادن مجلس شورای اسلامی از حوزهٔ انتخابیهٔ شبستر در استان آذربایجان شرقی و عضو كميته تحقيق و تفحص از صنعت خودروى كشور ايران بود .